# Josef Riehl

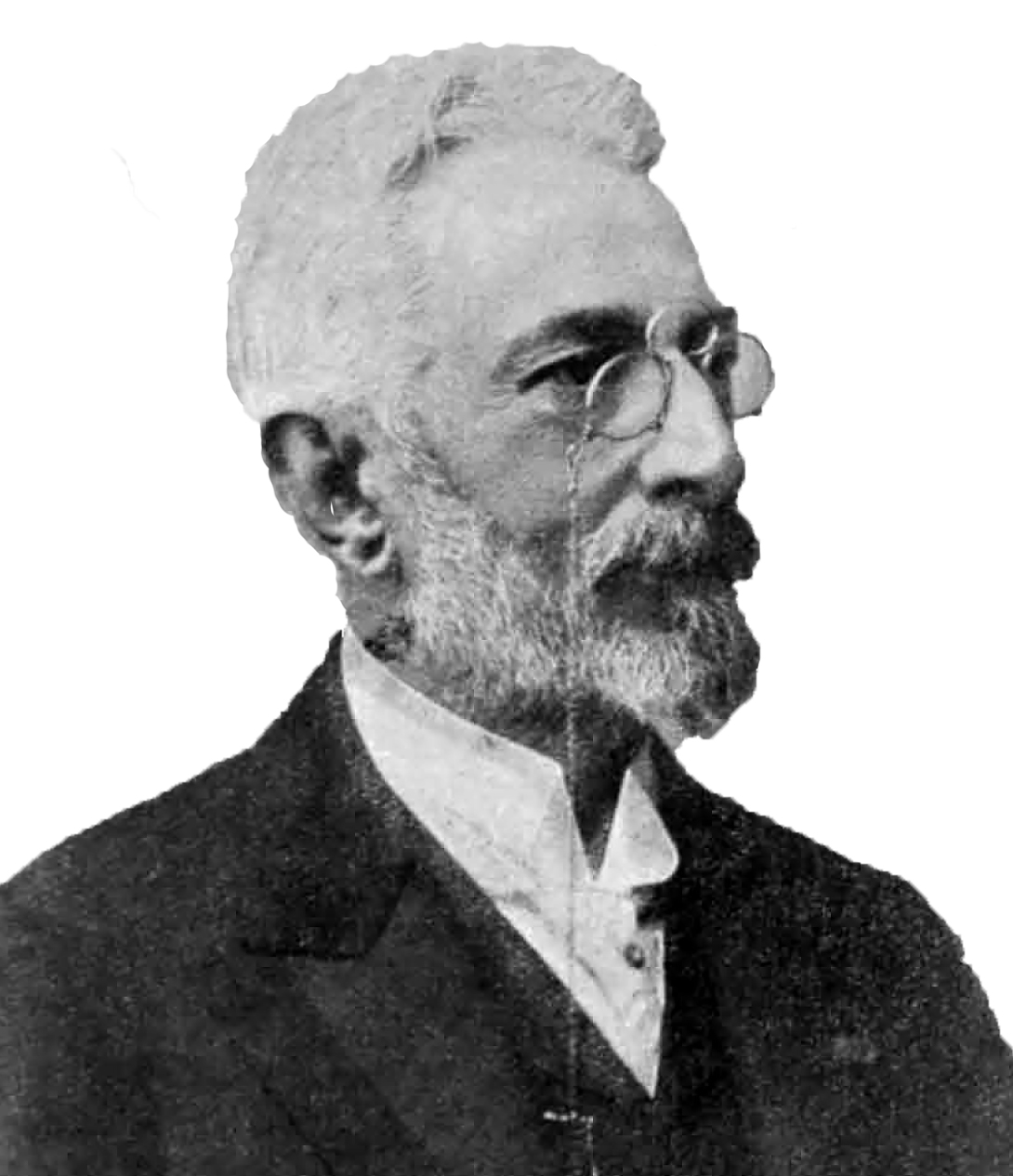
Porträt von Josef Riehl aus der Zeitschrift des Österreichischen Ingenieur- und Architekten-Vereins

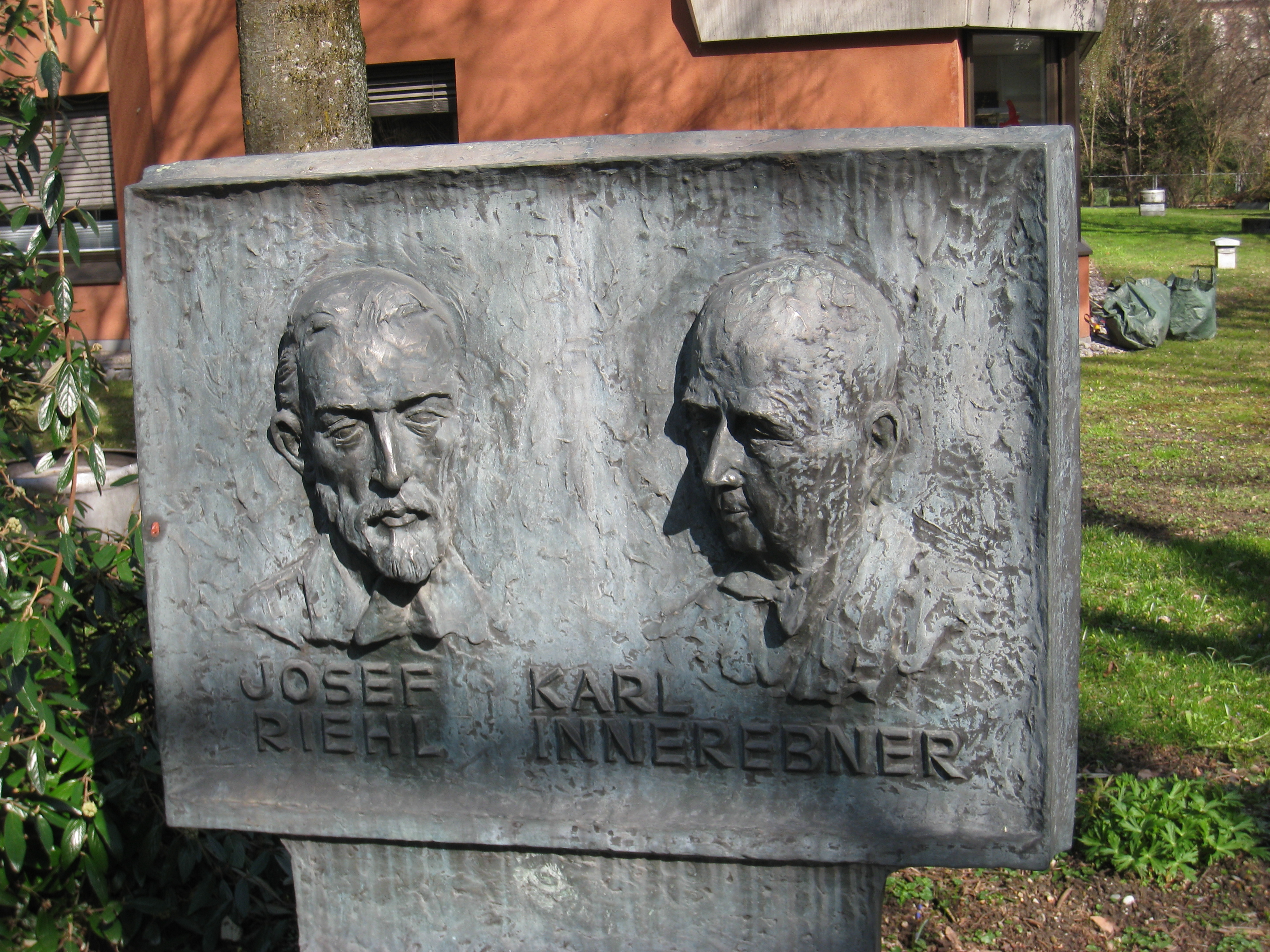
Gedenkrelief für Josef Riehl und Karl Innerebner in Innsbruck

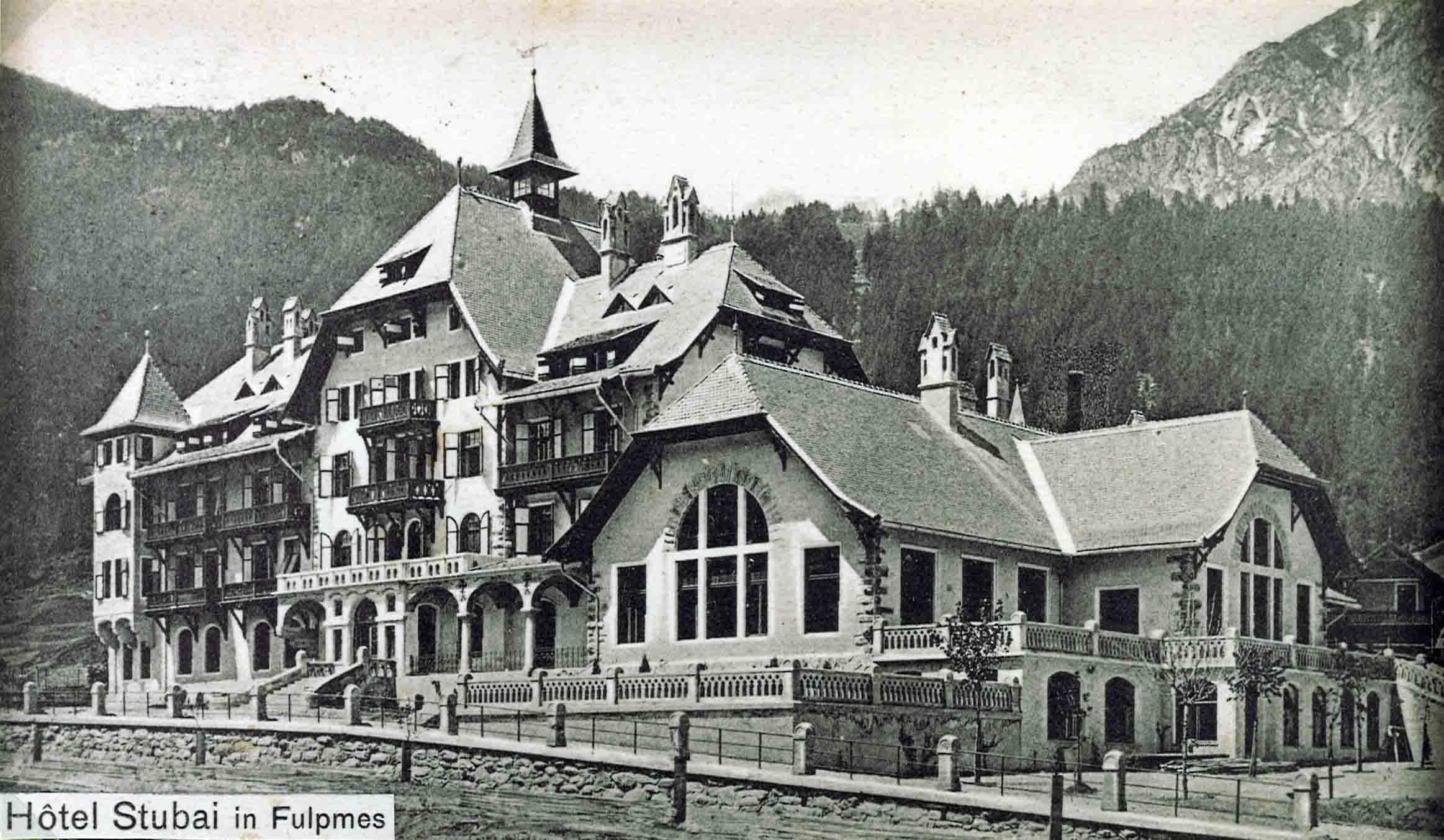
Grandhotel Stubai, Fulpmes, 1904

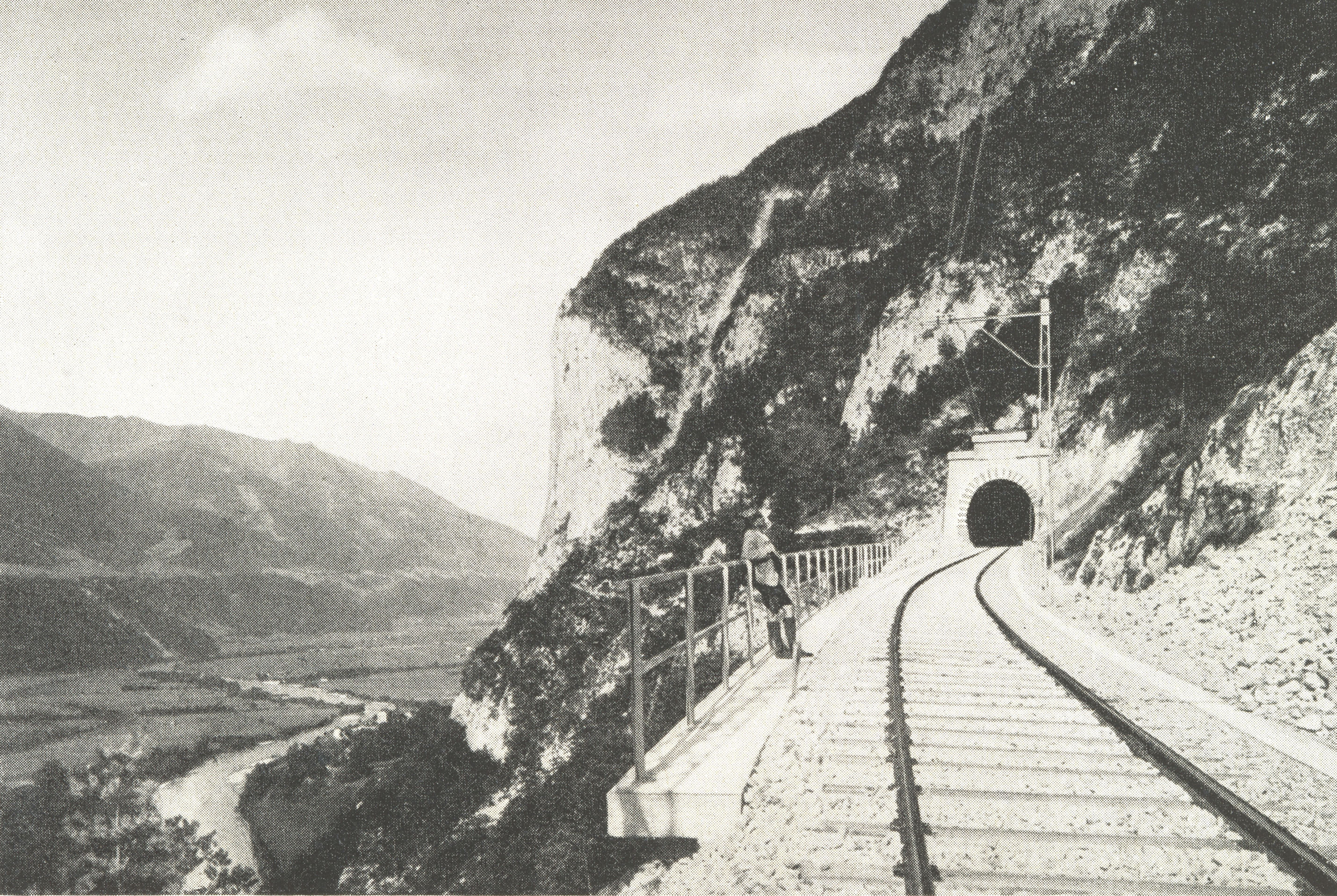
Mittenwaldbahn, Martinswandtunnel nahe Zirl bei Innsbruck

Josef Riehl (* 31. August 1842 in Bozen, Südtirol; † 17. Februar 1917 in Innsbruck, Tirol) war ein österreichischer Bauingenieur und Bauunternehmer sowie ein Bruder von Alois Riehl.

## Leben
Josef Riehl war der Sohn eines Bozner Gastwirts, der aus dem Elsass stammte und über Augsburg nach Südtirol gekommen war. Sein Vater besaß unter anderem den „Goldenen Hirschen“, den er zusammen mit seiner Frau Maria, geborene Pechlaner und ihrerseits Bozner Wirtstochter, führte. Nach seiner Schulzeit studierte Josef Riehl zuerst an der Technischen Hochschule Karlsruhe und danach an der Technischen Hochschule München. Seine ersten beruflichen Erfahrungen gewann er 1864 beim Bau der Brennerbahn. Anschließend arbeitete er an der Trassierung der Pustertalbahn und bei Bahnbauten in Ungarn. Im Jahr 1870 gründete er schließlich das Bauunternehmen J. Riehl für Straßen- und Eisenbahnbau.
Zusammen mit seinem leitenden Mitarbeiter Karl Innerebner war Josef Riehl maßgeblich an der Erschließung Tirols zur Jahrhundertwende vom 19. zum 20. Jahrhundert beteiligt. Riehl baute allein in Nordtirol 250 km Bahnlinien und stellte mit der Errichtung der Kraftwerke Brennerwerk bei Matrei am Brenner (1898, in Zusammenarbeit mit Oskar von Miller), Obere Sill (1901–1903) und Ruetzwerk (1909–1912) auch die Weichen für die Elektrifizierung des Landes. Bereits auf diesem Gebiet erfolgreich, plante er ferner für die Stadt Brixen das Rienzwerk (1905) und im Auftrag der Etschwerke das Schnalstalwerk (1909–1912) – die Hochbauten für dieses Werk stammten von Musch & Lun.
Darüber hinaus wirkte der umtriebige Ingenieur aber auch als wendiger Entrepreneur. Ihm gelang es nämlich, insbesondere Krisensituationen für die Entwicklung neuer Betätigungsfelder zu nützen. Als infolge des Wiener Börsenkrachs 1873 der Eisenbahnbau zum Erliegen kam, sattelte Riehl auf die Steingewinnung um und erschloss Steinbrüche, z. B. in Sterzing, Laas und Mori. Nach verheerenden Wasserkatastrophen in Süd- und Osttirol 1882 wirkte er bei der Regulierung großer Strecken von Eisack, Rienz und Drau mit. 
Erst danach spezialisierte er sich auf den Bau von Elektrizitätswerken – dies nicht zuletzt auch, weil die gewonnene Energie für den Betrieb von Zügen, die Innsbrucker Straßenbahnen und die ebenfalls von Riehl initiierten Lokalbahnen nach Igls (1899/1900) und ins Stubaital (1903/1904) genutzt werden konnte. Die 1906 zunächst auf eigene Kosten errichtete Hungerburgbahn und die Rittner Bahn (1908) stellen weitere Pionierleistungen im Fremdenverkehr dar. Riehl war unter den wenigen, die schon vor dem Ersten Weltkrieg erkannten, dass die Zukunft des Tourismus in der Erschließung höherer Gebirgsregionen als bisher liegen würde. Es war ihm nur nicht mehr vergönnt, nach den Anfängen auf dem Gebiet des Standseilbahnbaus auch Seilschwebebahnen – z. B. im Stubaital oder auf die Innsbrucker Nordkette – zu verwirklichen. Von Riehls Einstellung zu Gemeinwohl und Unternehmertum zeugt überdies, dass er sich viele seiner Bauvorhaben nur auf der Basis von Pauschalhonoraren vergüten ließ. Zu seinen spektakulärsten – allerdings nicht ausgeführten Projekten – zählte auf touristischem Gebiet eine Seilschwebebahn von Fulpmes auf die Fronebenalm, wo sich heute das Schigebiet Schlick befindet.
Von 1910 bis 1913 konzipierte er die Mittenwaldbahn (Karwendelbahn) als erste elektrische Vollbahn Österreichs. Die Streckenführung gilt noch heute als Meisterleistung des Ingenieurbaus in den Alpen, weil zwischen Innsbruck und Scharnitz aufgrund der schwierigen Geländesituationen der Bau von 16 Tunneln sowie von 18 Brücken und Viadukten erforderlich war. 1912 wurde der Bahnverkehr zwischen Innsbruck und Mittenwald aufgenommen, 1913 war auch die Strecke zwischen Garmisch und Reutte fertiggestellt. Auch wenn hier nur einige der Projekte angeführt werden können, die Josef Riehl planen und bauen konnte, erschließt sich, warum er als „Eisenbahnvater Tirols“ in die Geschichte einging. Bleibt noch zu erwähnen, dass sein zweiter Beiname „Landes-Bohrwurm“ auf den Künstler Max von Esterle zurückgeht, der den Ingenieur in seinem bekannten Karikaturen-Album „Tirols Koryphäen“ verewigte.

## Werke
- Innsbrucker Mittelgebirgsbahn (Igler, 1900)
- Kraftwerk Obere Sill (1903)
- Stubaitalbahn (1904) mit Grandhotel Stubai bei der Endstation von Musch & Lun
- Hungerburgbahn (1906)
- Rittner Bahn (1907)
- Tauferer Bahn (1908)
- Mittenwaldbahn (Karwendelbahn, 1912)

Riehl verkaufte sein Bauunternehmen am 10. Februar 1916 an seinen Mitarbeiter Karl Innerebner, den Bauingenieur August Mayer und dessen Schwiegervater, den Bauunternehmer Wilhelm Carl von Doderer. Das Unternehmen firmierte fortan als Innerebner & Mayer, vormals J. Riehl OHG Es ist heute noch als Innerebner & Mayer GmbH im Baugeschäft tätig.

## Ehrungen

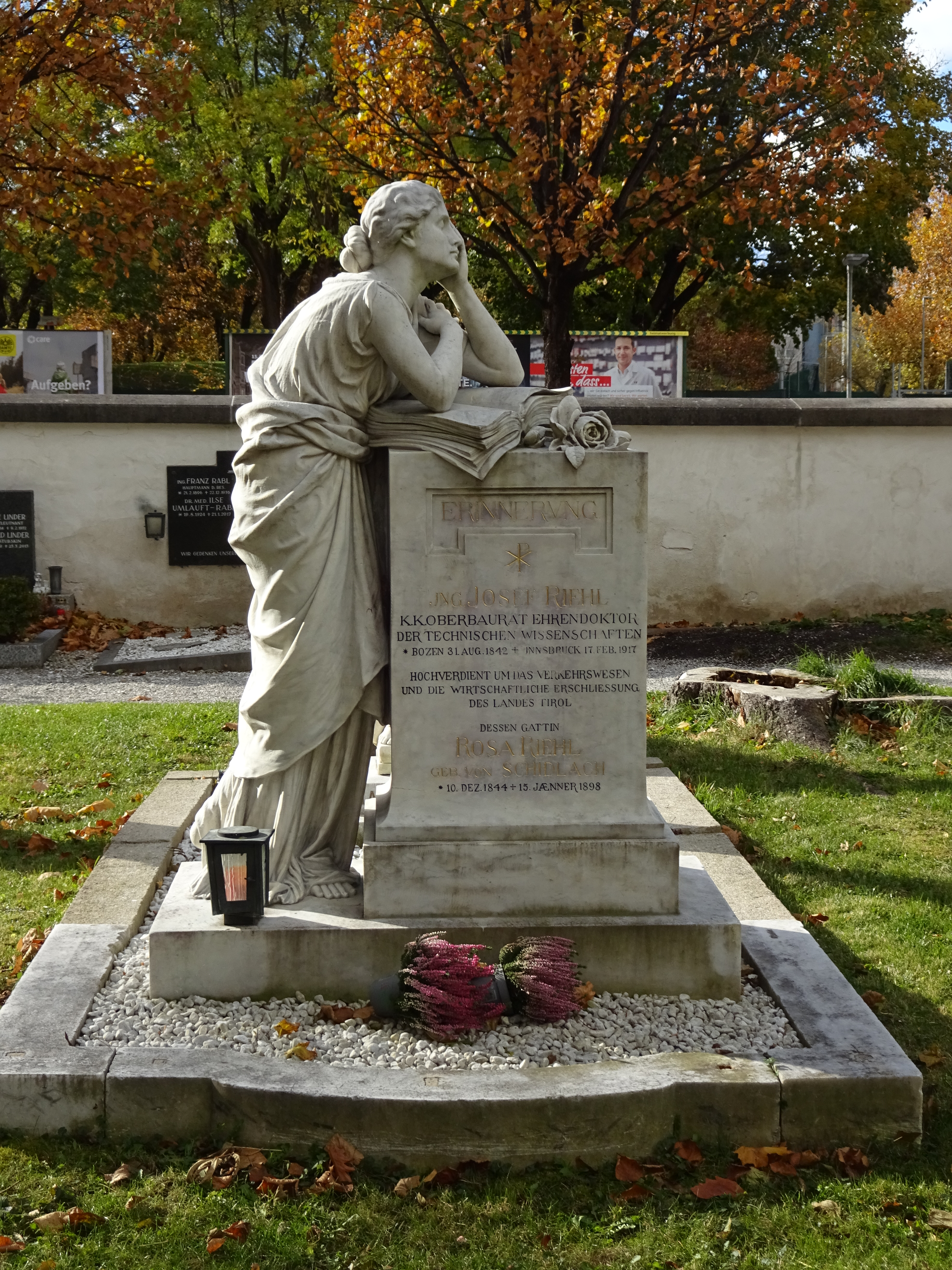
Grabmal Riehls am Militärfriedhof Pradl, Skulptur von Heinrich Waderé

1912 wurde Riehl zum Oberbaurat ernannt. Er war Ehrenbürger der Gemeinden Fulpmes, Seefeld, Ehrwald, Lermoos und Innsbruck und Ehrendoktor der Technischen Hochschule Wien. Nach seinem Tod wurde er in einem städtischen Ehrengrab auf dem Militärfriedhof Pradl beigesetzt.
Nach ihm wurde in Fulpmes eine Riehlstraße benannt, in Seefeld ein Riehlweg, in Innsbruck in der Nähe des Westbahnhofs eine Dr.-Ing.-Riehl-Straße. Der Vorplatz der Bergstation der Rittner Seilbahn in Oberbozen erhielt die Bezeichnung Ing.-Josef-Riehl-Platz.
2022 wurde für Riehl in der Sternpassage unter den Bozner Lauben, wo sich Riehls Elternhaus befand (Lauben 8, Bauparzelle 240), eine Gedenktafel enthüllt.